# Steve Felton
Steve Felton, detto Skinny (6 dicembre 1969), è un batterista e regista statunitense noto soprattutto per essere batterista dei Mushroomhead.

## Biografia
È stato anche il batterista delle band Hatrix, (216), Tenafly Viper e Scelestus. I suoi altri progetti includono Detroit Ave e 10.000 Cadillac con Jason "J Mann" Popson, membro dei Mushroomhead. Ha prodotto tutti gli album dei Mushroomhead e ha diretto la maggior parte dei loro video musicali.
È sposato in seconde nozze con Jackie LaPonza, che si è unito ufficialmente ai Mushroomhead nel 2020 dopo essere stato in tour con il gruppo dal 2014. La sua prima moglie Vanessa Solowiow è morta nel 2013; a lei (e all'ex chitarrista del gruppo John Sekula) è dedicato l'album The Righteous & the Butterfly.

## Discografia

### Con i Mushroomhead

#### Album in studio
- 1995 – Mushroomhead
- 1996 – Superbuick
- 1999 – M3
- 2001 – XX
- 2003 – XIII
- 2006 – Savior Sorrow
- 2010 – Beautiful Stories for Ugly Children
- 2014 – The Righteous & the Butterfly
- 2020 – A Wonderful Life

#### Raccolte
- 1997 – Remix
- 2002 – Remix 2000